# أندريا بورنس
أندريا بورنس (بالإنجليزية: Andrea Burns)‏ هي مغنية وممثلة أمريكية، ولدت في 21 فبراير 1971 في ميامي بيتش في الولايات المتحدة.

## وصلات خارجية
- أندريا بورنس على موقع IMDb (الإنجليزية)
- أندريا بورنس على موقع ميوزك برينز (الإنجليزية)
- أندريا بورنس على موقع قاعدة بيانات برودواي على الإنترنت (الإنجليزية)
- أندريا بورنس على موقع ديسكوغز (الإنجليزية)
- أندريا بورنس على موقع قاعدة بيانات الفيلم (الإنجليزية)